# Inkhundla Zombodze
L'Inkhundla Zombodze è uno dei quattordici tinkhundla del distretto di Shiselweni, nell'eSwatini.

## Geografia antropica

### Suddivisioni amministrative
L'Inkhundla è suddiviso nei 4 seguenti imiphakatsi: Bulekeni, Mampondweni, Ngwenyameni, Zombodze.